# Tomas Intas
Tomas Intas (né le 15 septembre 1981 à Klaipėda) est un athlète lituanien spécialiste du lancer du javelot.
Son record personnel est de 82,94 mètres, établi en septembre 2004 à Banská Bystrica en Slovaquie.

## Principaux résultats
| Année | Compétition                  | Lieu               | Résultat |
| ----- | ---------------------------- | ------------------ | -------- |
| 1999  | Championnats d'Europe junior | Riga, Lettonie     | 1er      |
| 2000  | Championnats du monde junior | Santiago, Chili    | 10e      |
| 2005  | Championnats du monde        | Helsinki, Finlande | 11e      |
| 2005  | Universiade                  | Izmir, Turquie     | 10e      |